# Globicornis longulus
Globicornis longulus là một loài bọ cánh cứng trong họ Dermestidae. Loài này được LeConte miêu tả khoa học năm 1863.